# Rhipidura rennelliana
Rhipidura rennelliana là một loài chim trong họ Rhipiduridae.